# Кестнер, Иоганн Кристиан
Иоганн Георг Кристиан Кестнер (нем. Johann Georg Christian Kestner; 28 августа 1741, Ганновер — 24 мая 1800, Люнебург) — немецкий юрист и архивист, муж Шарлотты Буфф.

## Биография
Иоганн Георг Кристиан Кестнер родился 28 августа 1741 года в семье тайного канцлера и тайного регистратора в Ганновере Иоганна Германа Кестнера (1700—1772) и его второй жены Доротеи Гертруды Кестнер, урождённой Толле (ум. 1792), дочери чиновника Иоганна Кристиана Толле. У него было трое старших братьев, в том числе камергер Отто Кристиан Кестнер (род. 1731) и Юстус Арнольд Карл Кестнер (1738—1785), Иоганн Кристиан также изучал право в Университете Георга Августа в Геттингене с 23 октября 1762 года. В местной исторической академии, среди прочего, в начале 1765 года он слушал лекции Георга Кристофа Лихтенберга, который был моложе его на десять месяцев.
С 1767 по 1773 год Кестнер служил секретарём придворного советника Курханновера Иоганна Филиппа Конрада Фальке. Работая в Вецларе во время службы, он познакомился с Шарлоттой Буфф, дочерью чиновника немецкого орденского двора, и они договорились о браке.
Получив постоянную должность в архиве Каленберга 19 марта 1773 года, Иоганн Кристиан Кестнер вскоре после этого 4 апреля 1773 года он женился на Шарлотте Буфф в Вецларе, от которой у него было 12 детей.
Семья Кестнеров сначала жила на Эгидиештрассе, а позже на Большой Уолл-стрит, ныне Георгсваль, где позже также была установлена мемориальная доска Шарлотте: в ганноверском доме проживали многочисленные известные личности, по-нынешнему адресу Георгсваль, 3. Серди их гостей были Генрих Кристиан Бойе, юрист Эрнст Брандес, дипломат Василий фон Рамдор, государственный деятель и философ Август Вильгельм Реберг и философ и врач Иоганн Георг Циммерман.
Тем временем у Кестнера был карьерный рост в Ганновере: в 1775 году он стал секретарём архива и был назначен «ленсфискалом». В 1784 году он был назначен членом совета, в 1795 году в результате личного союза между Великобританией и Ганновером — назначен членом Королевского британского и Курханноверского суда и канцелярии, а также вице-архивариусом.
В 1790 году Кестнер был отправлен секретарём делегации на императорские выборы Леопольда II во Франкфурте-на-Майне, затем снова в 1792 году он был отправлен на императорские выборы Франца II.
Иоганн Кристиан Кестнер скончался 24 мая 1800 года во время командировки в Люнебурге, его могила не сохранилась.
Дневник и его имущество хранятся вместе с имуществом его жены в Городском архиве Ганновера.

## «Страдания юного Вертера»
Молодой Иоганн Вольфганг фон Гёте был стажером в Рейхскаммергерихте в Вецларе в 1772 году и познакомился с ними обоими. Он влюбился в грациозную и жизнерадостную 19-летнюю "Лотте", когда была помолвлена в то время с Кестнером. Эта любовь и самоубийство молодого Карла Вильгельма Иерузалема из-за несчастной любви с помощью одолженного Кестнером пистолета послужили поводом для знаменитого романа Гёте «Страдания юного Вертера», опубликованного в 1774 году. Лотта в романе носит черты настоящей Шарлотты; для читателей Альберт в романе также был характеристикой её мужа Кестнера.

## Семья
В семье Иоганна Кристиана и Шарлотты Кестнеров родилось 12 детей:
- Георг Генрих Фридрих Вильгельм Кестнер (1774—1867) — член совета архивов в Ганновере.
- Вильгельм Георг Конрад Арнольд Кестнер (1775—1848) — судья в Остероде-ам-Гарц.
- Филипп Карл Кестнер (1776—1846) — фабрикант в Танне.
- Георг Август Кристиан Кестнер (1777—1853) — дипломат, коллекционер произведений искусства.
- Теодор Фридрих Арнольд Кестнер (1779—1847) — врач.
- Фридерика Доротея Альбертина Шарлотта Кестнер (1783—1785).
- Георг Карл Эдуард Кристиан Кестнер (1784—1823) — фабрикант.
- Ганс Эрнст Герман Септимус Кестнер (1786—1871) — тайный советник палаты представителей в Ганновере.
- Доротея София Элиза Шарлотта Кестнер (1788—1877).
- Луиза Амалия Генриетта Антуанетта Кестнер (1791—1804).
- Клара Иоганна София Фридерика Кестнер (1793—1866) — настоятельница монастыря Мариенвердер.
- Фридрих Кестнер (1795—1872) — купец, генеральный консул в Гавре.